# 井上因砂因碩
井上因砂因碩（いのうえ いんさいんせき、天明5年（1785年） - 文政12年10月2日（1829年10月29日））は、江戸時代の囲碁棋士で、家元井上家十世井上因碩。元の名は山崎因砂、幼名は新次郎、因済、因随とも称した。石見国出身、六段。

## 経歴
石見国（現・島根県大田市）の本因坊道策、井上道砂因碩の出た山崎家で山崎外記の子として生まれる。八世井上因達因碩門下となり、初め因済、因随を名乗り、因砂と改めた。肥前国唐津藩水野和泉守忠光の家臣となり唐津に住み、また井上家の門下として五段に進む。
文化7年(1810年)に九世井上春策因碩が病に伏し、跡目を定めていなかった春策に呼び寄せられる。しかし江戸に着いた時には春策は死去しており、遺言に基づき、他の家元三家や外家の服部因淑の世話によって、春策の次女照と縁組み、因淑が後見となり、因砂が十世井上因碩（相続時は九世、後の世系書き換えにより十世）となった。同年に御城碁に初出仕し、安井仙角仙知に二子で5目勝。その後六段昇段。
文政2年(1819年)に、因淑の養子となっていた服部立徹を井上家跡目に迎え、井上安節を名乗らせ、文政7年に隠居して安節に家督を譲る（十一世井上幻庵因碩）。文政12年没。

### 御城碁成績
- 文化7年(1810年) 二子番5目勝 安井仙角仙知
- 文化8年(1811年) 二子番2目勝 本因坊元丈
- 文化9年(1812年) 白番1目負 林鉄元
- 文化10年(1813年) 先番1目負 安井知得仙知
- 文化11年(1814年) 先番2目負 本因坊元丈
- 文化12年(1815年) 白番ジゴ 林鉄元
- 文化13年(1816年) 先番2目負 安井知得仙知
- 文化14年(1817年) 先番3目勝 安井知得仙知
- 文政3年(1820年) 先番11目勝 本因坊元丈
- 文政4年(1821年) 先番ジゴ 服部因淑
- 文政5年(1822年) 白番中押負 本因坊丈和
- 文政7年(1824年) 先番2目勝 本因坊元丈

### 著作
- 『竹敲間寄』守然堂、1819年